# Bârza (okręg Aluta)
Bârza – wieś w Rumunii, w okręgu Aluta, w gminie Bârza. W 2011 roku liczyła 1001 mieszkańców.